# Arenaria hispida
Arenaria hispida är en nejlikväxtart som beskrevs av Carl von Linné. Arenaria hispida ingår i släktet narvar, och familjen nejlikväxter. Inga underarter finns listade i Catalogue of Life.